# Molde Fotballklubb 1995
Questa voce raccoglie le informazioni riguardanti il Molde Fotballklubb nelle competizioni ufficiali della stagione 1995.

## Rosa
| N. |                     | Ruolo | Calciatore                |
| -- | ------------------- | ----- | ------------------------- |
|    | Norvegia (bandiera) | P     | Morten Bakke              |
|    | Norvegia (bandiera) | D     | Trond Andersen            |
|    | Spagna (bandiera)   | D     | Flaco                     |
|    | Norvegia (bandiera) | D     | Knut Anders Fostervold    |
|    | Norvegia (bandiera) | D     | Odd Petter Lyngstad       |
|    | Norvegia (bandiera) | D     | Petter Christian Singsaas |
|    | Norvegia (bandiera) | D     | Bjarte Skuseth            |
|    | Norvegia (bandiera) | D     | Trond Strande             |
|    | Norvegia (bandiera) | D     | Per Olav Sætre            |
|    | Norvegia (bandiera) | D     | Berdon Sønderland         |
|    | Norvegia (bandiera) | C     | Jan Berg                  |
|    | Norvegia (bandiera) | C     | Daniel Berg Hestad        |

| N. |                     | Ruolo | Calciatore                |
| -- | ------------------- | ----- | ------------------------- |
|    | Norvegia (bandiera) | C     | Anders Hasselgård         |
|    | Norvegia (bandiera) | C     | Tarje Nordstrand Jacobsen |
|    | Norvegia (bandiera) | C     | Terje Lervik              |
|    | Norvegia (bandiera) | C     | Sindre Rekdal             |
|    | Norvegia (bandiera) | C     | Petter Rudi               |
|    | Norvegia (bandiera) | C     | Ronald Wenaas             |
|    | Norvegia (bandiera) | A     | Tor Gunnar Johnsen        |
|    | Norvegia (bandiera) | A     | Ole Gunnar Solskjær       |
|    | Norvegia (bandiera) | A     | Arild Stavrum             |
|    | Norvegia (bandiera) | A     | Ole Erik Stavrum          |
|    | Norvegia (bandiera) | A     | Ole Bjørn Sundgot         |

## Risultati

### Campionato

#### Girone di andata
| Arbitro: | Øvrebø (Oslo) |

|  |           |                                                              |
|  | Marcatori | 12’ Rekdal 23’, 27’ Sundgot 28’, 84’ Solskjær 81’ A. Stavrum |

| Arbitro: | Hansen |

|                                        |           |                                     |
| Sundgot 8’, 15’ Solskjær 22’, 26’, 75’ | Marcatori | 27’, 41’ Østenstad 78’, 90’ Medalen |

| Arbitro: | Larsgård |

|  |           |                |
|  | Marcatori | 29’ A. Stavrum |

| Arbitro: | Hauge (Bergen) |

|                 |           |  |
| Berg Hestad 61’ | Marcatori |  |

| Arbitro: | Øvrebø (Oslo) |

|            |           |                           |
| Øverby 60’ | Marcatori | 25’ Solskjær 85’ Solskjær |

| Arbitro: | Olsen (Trondheim) |

|                                                             |           |                       |
| A. Stavrum 16’, 25’, 61’ Solskjær 23’, 26’, 53’ Sundgot 35’ | Marcatori | 62’ Sylte 78’ Nevstad |

| Arbitro: | Hollung |

|                     |           |                           |
| Hafstad 10’ Flo 55’ | Marcatori | 13’ Berg Hestad 68’ Flaco |

| Arbitro: | Hauge (Bergen) |

|  |           |           |
|  | Marcatori | 89’ Kihle |

| Arbitro: | Kjelbrott |

|             |           |                                         |
| Løvland 21’ | Marcatori | 14’ Sundgot 42’ A. Stavrum 77’ Solskjær |

| Arbitro: | Aass |

|  |           |                                     |
|  | Marcatori | 89’ Hansen 43’ Sørensen 80’ A. Berg |

| Arbitro: | Bondal |

|             |           |                                        |
| Evensen 88’ | Marcatori | 6’ A. Stavrum 28’ Solskjær 91’ Sundgot |

| Arbitro: | Skjervold |

|  |           |                           |
|  | Marcatori | 38’ Andersen 70’ Solskjær |

| Arbitro: | Bondal |

|                           |           |                           |
| A. Stavrum 52’ Rekdal 68’ | Marcatori | 24’ Soltvedt 84’ Bragstad |

#### Girone di ritorno
| Arbitro: | Hauge (Bergen) |

|                |           |  |
| Løken 46’, 85’ | Marcatori |  |

| Arbitro: | Kjelbrott |

|                                         |           |           |
| A. Stavrum 23’ Solskjær 30’ Sundgot 70’ | Marcatori | 6’ Riseth |

| Arbitro: | Øvrebø (Oslo) |

|                                                  |           |             |
| A. Stavrum 35’ Solskjær 67’ Sundgot 69’ Berg 18’ | Marcatori | 80’ Høsøien |

| Arbitro: | Øvrebø (Oslo) |

|                                      |           |                           |
| Solli 46’ Mikalsen 63’ Steinbakk 87’ | Marcatori | 6’ A. Stavrum 70’ Sundgot |

| Arbitro: | Øvrebø (Oslo) |

|                     |           |             |
| A. Stavrum 25’, 87’ | Marcatori | 31’ Belsvik |

| Arbitro: | Pedersen |

|                         |           |                          |
| Aga jr. 4’ Nysæther 54’ | Marcatori | 42’ Sundgot 52’ Solskjær |

| Arbitro: | Skjervold |

|  |           |                                                              |
|  | Marcatori | 2’, 66’, 90’ Flo 7’, 54’ Johansen 19’ Rushfeldt 30’ Pedersen |

| Arbitro: | Olsen (Trondheim) |

|                            |           |                               |
| A. Sundgot 37’ Televik 82’ | Marcatori | 70’ A. Stavrum 78’ A. Stavrum |

| Arbitro: | Olsen (Trondheim) |

|                                            |           |                 |
| 15’ Sundgot 71’ A. Stavrum 73’ Berg Hestad | Marcatori | 15’, 88’ Nordli |

| Arbitro: | Haugstad |

|                                |           |              |
| Kaasa 19’ Larsen 27’ Bakke 88’ | Marcatori | 46’ Solskjær |

| Arbitro: | Thorp |

|                 |           |                         |
| 50’ Berg Hestad | Marcatori | 5’ Schiller 66’ Sandstø |

| Arbitro: | Haugstad |

|                    |           |                          |
| Østenstad 12’, 18’ | Marcatori | 15’ Sundgot 34’ Solskjær |

| Arbitro: | Ditlefsen |

|                                       |           |                          |
| 24’, 55’ Solskjær 58’ Rekdal 71’ Rudi | Marcatori | 12’ Hasund 40’ Johansson |

### Coppa delle Coppe
| Minsk 10 agosto 1995                                       | Dinamo Minsk | 1 – 1 referto | Molde | Dinamo |
| \| \| \| \| \| Lobanov 37’ \| Marcatori \| 85’ Solskjær \| |              |               |       |        |
|                                                            |              |               |       |        |
| Lobanov 37’                                                | Marcatori    | 85’ Solskjær  |       |        |

| Molde 24 agosto 1995                                                       | Molde     | 2 – 1 referto   | Dinamo Minsk | Molde Stadion |
| \| \| \| \| \| Solskjær 37’ Stavrum 67’ \| Marcatori \| 20’ Skripchenko \| |           |                 |              |               |
|                                                                            |           |                 |              |               |
| Solskjær 37’ Stavrum 67’                                                   | Marcatori | 20’ Skripchenko |              |               |

| Molde 14 settembre 1995                                                                                 | Molde     | 2 – 3 referto                             | Paris Saint-Germain | Molde Stadion (3.379 spett.) |
| \| \| \| \| \| Solskjær 55’ A. Stavrum 81’ \| Marcatori \| 76’ Le Guen 76’ Djorkaeff 84’ Dely Valdés \| |           |                                           |                     |                              |
| |           |                                           |                     |                              |
| Solskjær 55’ A. Stavrum 81’                                                                             | Marcatori | 76’ Le Guen 76’ Djorkaeff 84’ Dely Valdés |                     |                              |

| Parigi 28 settembre 1995                                       | Paris Saint-Germain | 3 – 0 referto | Molde | Parco dei Principi (20.000 spett.) |
| \| \| \| \| \| Nouma 13’, 17’ Djorkaeff 77’ \| Marcatori \| \| |                     |               |       |                                    |
|                                                                |                     |               |       |                                    |
| Nouma 13’, 17’ Djorkaeff 77’                                   | Marcatori           |               |       |                                    |